# Mangifera duperreana
Mangifera duperreana är en sumakväxtart som beskrevs av Jean Baptiste Louis Pierre. Mangifera duperreana ingår i släktet Mangifera och familjen sumakväxter. Inga underarter finns listade i Catalogue of Life.